# Хауські держави
Хауські держави — низка держав, створених народом хауса між річкою Нігер і озером Чад (на півночі сучасної Нігерії). У XV—XIX століттях ці міста-держави були важливими торговельними центрами у транссахарській торгівлі між східним і західним Суданом та султанатами біля Чаду й в гирлі Нігеру. У XIX ст. стали частиною халіфата Сокото.

## Історія
Згідно з найпоширенішим варіантом легенди, сім найбільших міст-держав хауса заснували сини і внуки цариці Даури і багдадського принца Абаяджіди (Баяджіди), який приїхав до міста, де правила Даура, і вбив величезного змія, який перегородив річку, не даючи городянам води. Є гіпотеза, що Абаяджіда — видозміна імені Абу Язіда, ватажка повстання берберів Північної Африки проти Фатимидів у X ст. За іншою версією, чоловіком Даури став переможець змія юнак-чужинець Баво. Перша письмова згадка про міста в цьому регіоні належить до відомостей арабського історика аль-Якубі (2-а пол. IX ст.).
В XI ст. місто-держава Заззау зуміли стати гегемоном, створивши першу державу хауса. Втім перетворення на потужні міста відбулося наприкінці XIV ст. Разом з тим вимушені були визнати зверхність імперії Сонгаї. В цей час міста-держави були центрами регіональної торгівлі.
Вигідне розташування сприяло швидкому піднесенню держав хауса у наступному столітті. Втім лише після падіння у 1591 році імперії Сонгаї центри транссахарської торгівлі повністю переміщуються до міст хауса. Вони змогли протистояти амбіціям імперій Канем-Борну (на півночі) і імперії Малі на заході. Найбільший розквіт припадає на XVI — першій половині XVIII ст.
Міста ці ніколи не становили єдиної держави. Постійні міжусобні війни, які переривалися тимчасовими союзами і об'єднаннями, характерні для їх історії до кінця XVIII ст. Протягом історії змінювалися гегемони серед міст-держав: у XVII ст. ними були Кацина і Кано (протягом XVI ст. боролися між собою за загальну зверхність). У середині того століття в результаті багаторічних воєн Кано тимчасово встановило панування над Кациною і домоглося визнання незалежності від Борну, але в 1734 році знову стало данником Борну. У XVIII ст. гегемонами стали Замфара і Гобір. 1764 року Гобір завдав нищівної поразки Замфарі, внаслідок чого єдиними гегемонами стали Гобір і Кацина.
Вже з кінця XVIII ст. починаються кризові явища, викликані порушення транссахарської торгівлі. У 1804—1808 роках були завойовані військами на чолі з Усманом дан Фодіо і включені до складу халіфату Сокото. Деякі сучасні штати північній Нігерії повторюють назви середньовічних міст-держав (Кано, Кацина, Зарія).

## Державний устрій
Основними були 7 міст-держав (хауса-баквай): Кано, Даура, Кацина, Заззау (Зарія), Ґобір, Рано, Бірам. Потім замість Раномісто зайняло Замфара. При цьому найпотужніше військо мало місто-держава Гобір, в обов'язки якого входило захист інших держав хауса. Також існували дрібні держави (Гано, Джанкаре, Карайє, Сантоло, Даб, Деббі, Мараді), що залежали між основних міст. Поступово вони увійшли до великих державних утворень, насамперед Кано і Гобір.
Верховною владою був наділений правитель «саркі», яку він поділяв зі своїм старшим сином. Саркі був «землевласником», а також володів правом здійснювати правосуддя, збирати податки, збирати вояків. Існувала своєрідна «рада міністрів» на чолі із галадіме. Існували намісники міст (бірні). Назва посади, за яку відповідав чиновник, утворювалася позначенням сфери діяльності з додаванням титулу саркін (начальник). Водночас існувала судова система, яка була представлена алкалами (суддями). На нижчому щаблі адміністрації знаходився сільський староста, що опікувався збиранням податків, виконанням судових функцій в селі і виділення житла для прибулих. Сільським старостою була шанована особа, яка сприймалася як «батько і душа села».

## Соціальний устрій
У XVI ст. в містах-державах склалося ранньокласове суспільство: клас феодалів з службового панства, ісламського духовенства, купецтва і клас феодально залежних селян з вільних общинників, напівзалежних груп населення і рабів. Рабську працю широко застосовували в ремісничому виробництві до кінця існування держав. Сотні рабів працювали в ткацьких майстерень. Щорічно військові експедиції прямували за рабами на південь, в Адамауа. Ці походи були настільки звичні, що в мові хауса були навіть спеціальні терміни, що позначають похід або набіг за рабами.

## Військо
Протягом існування держав відбувався процес переходу під ополчення, характерно для протодержав, до утворення професійних загонів у XV столітті. Основою стає рабська гвардія, значного впливу набувають важка кіннота на чолі із мадавакі, важка піхота на чолі з ліфіді. Середню ланку війська становили берде, макама, туракі. Існувала привілейована група вояків — джарма.

## Господарство
Основу становила торгівля. Також було розвинене ремесло, насамперед обробка шкір, і землеробство. Основним експортом були раби, шкіра, золото, тканина, сіль, горіхи блискучої і загостреної коли, шкури тварин і хна. Основними торговельними центрами були держави Кацина і Даура, центрами виготовлення тканин — Кано і Рано, Заззау — центром работоргівлі. З часом впроваджуються податкові системи, що були різними в кожній державі. Податок і його розмір залежали від намірів правителів та основного джерела прибутку (ремесел, торгівлі, землеробства або постачання рабів).

## Вірування
Тривалий час основною релігією був анімалізм. Лише з середини XIV ст. в містах-державах хауса посилюється іслам. Першою державою, де він став державною релігією стало місто Кано. Ісламізація міст-держав хауса тривала протягом усієї історії. Навіть на початку XIX ст. мандрівники зауважували, що залишаються численними прихильники поганства.